# Postimees
Postimees (del estonio, «El Correo») es un periódico estonio, fundado por Johann Voldemar Jannsen en 1857 y con publicación diaria desde 1891. Se trata del decano del periodismo en lengua estonia, así como del diario con mayor circulación en los países bálticos: más de 54.000 ejemplares. Desde 2013 está controlado por el conglomerado Postimees Group.
La cabecera cuenta con dos ediciones: una diaria (lunes a viernes) y otra dominical. Además de la versión nacional, existen dos secciones regionales para Tartu y Pärnu.